# Alfred Teinitzer
Alfred Teinitzer (ur. 29 lipca 1929, zm. 20 kwietnia 2021) – austriacki piłkarz grający na pozycji pomocnika.

## Kariera klubowa
W swojej karierze piłkarskiej Teinitzer występował w Rapidzie Wiedeń i LASK Linz.

## Kariera reprezentacyjna
W reprezentacji Austrii Teinitzer nie rozegrał żadnego meczu. W 1954 roku był w jej kadrze na mistrzostwa świata w Szwajcarii.